# Dr. Hoch's Konservatorium
Il Dr. Hoch's Konservatorium è un conservatorio a Francoforte sul Meno fondato il 22 settembre 1878. Grazie alla generosità di Joseph Hoch di Francoforte, che lasciò in eredità al Conservatorio un milione di marchi tedeschi d'oro nel suo testamento, fu fondata una scuola di musica e d'arte per tutti i gruppi di età.

## Storia
Fondamentale per la fondazione, la prosperità e il successo del conservatorio fu il suo direttore Joachim Raff, che svolse la maggior parte del lavoro, compresa la stesura dell'intero piano di studi e l'assunzione di tutti i membri della sua facoltà. Ebbe un ruolo importante nella storia della musica a Francoforte. Molti nomi illustri hanno insegnato lì: alla fine del XIX secolo con insegnanti come Clara Schumann nella facoltà, il conservatorio raggiunse fama internazionale. Nel 1890 circa il 25% degli studenti proveniva da altri paesi: 46 provenivano dall'Inghilterra e 23 dagli Stati Uniti.
Negli anni 1920, sotto la direzione di Bernhard Sekles, il conservatorio era molto più avanti dei suoi tempi: Sekles iniziò i primi studi di jazz al mondo (diretti da Mátyás Seiber) e nel 1931 il Dipartimento di musica elementare.
Oggi il Dr. Hoch's Konservatorium offre corsi nel programma di educazione musicale per giovani e adulti (ANE), nel Dipartimento di musica elementare (Basisabteilung) e nel programma Pre-College-Francoforte (PCF), che fornisce la preparazione per futuri studi presso una università o un conservatorio. Ci sono anche dipartimenti di balletto, musica antica e musica nuova. Sono disponibili le seguenti qualifiche: Bachelor of Music in Esecuzione musicale e Pedagogia in tutti gli strumenti, voce, teoria musicale, composizione, esecuzione e pedagogia della musica elementare.
La Banca Federale Tedesca ha onorato il conservatorio sul retro della precedente banconota da 100 DM con una foto dell'edificio originale del conservatorio, purtroppo bombardato nella seconda guerra mondiale. Clara Schumann è raffigurata nella parte anteriore della stessa banconota.

## Cronologia

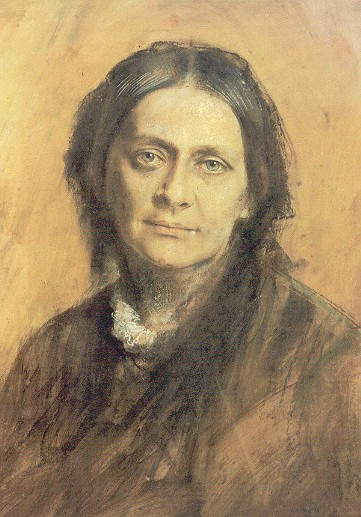
Clara Schumann, nel 1878, insegnò al Dr. Hoch's Konservatorium 1878-1892

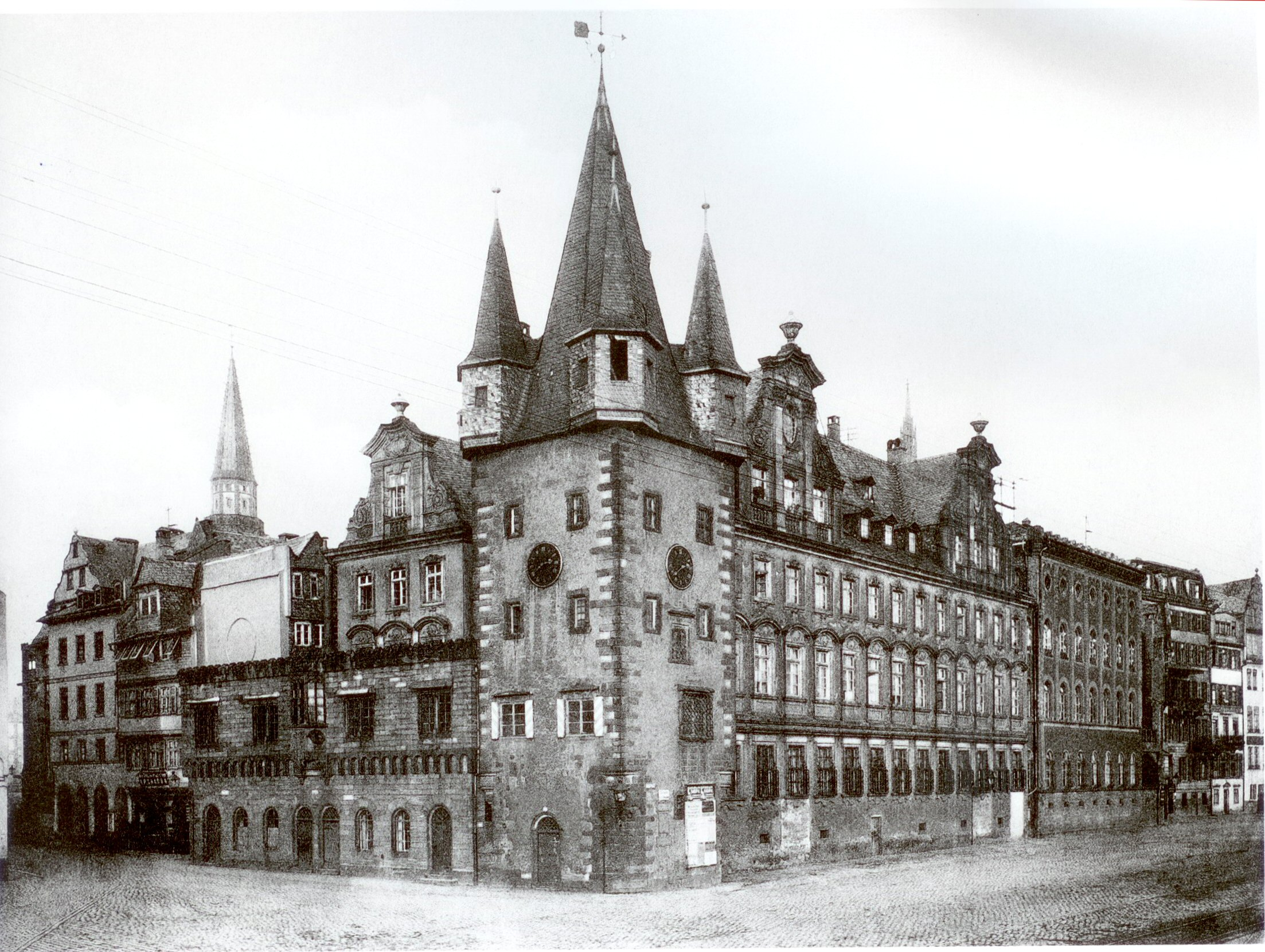
Saalhof ca. 1900: Sede del Dr. Hoch's Konservatorium 1878-88

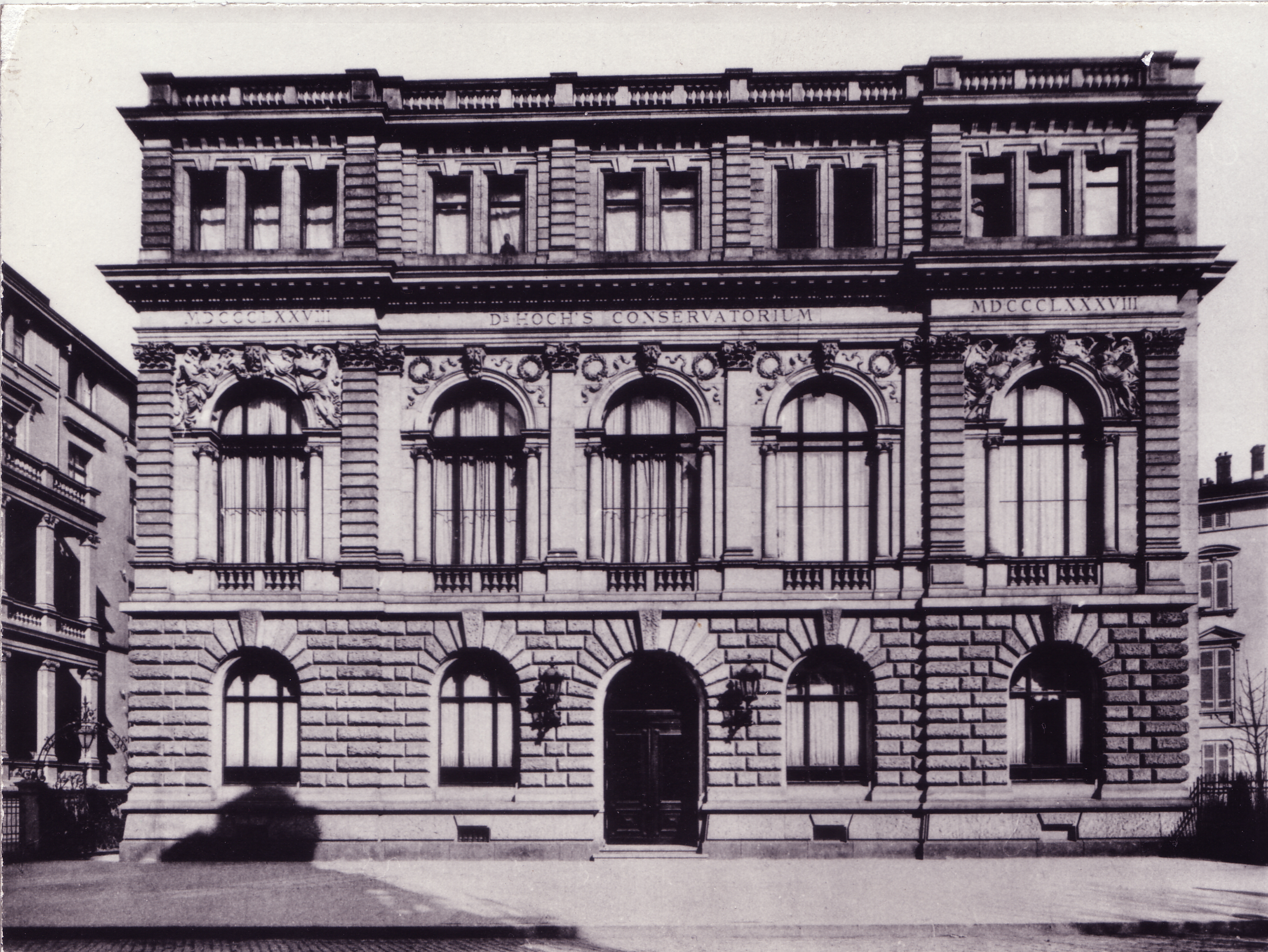
Eschenheimer Landstr. 4. Dr. Hoch's Konservatorium, c. 1900. Sede del Hoch Conservatorio 1888-1943

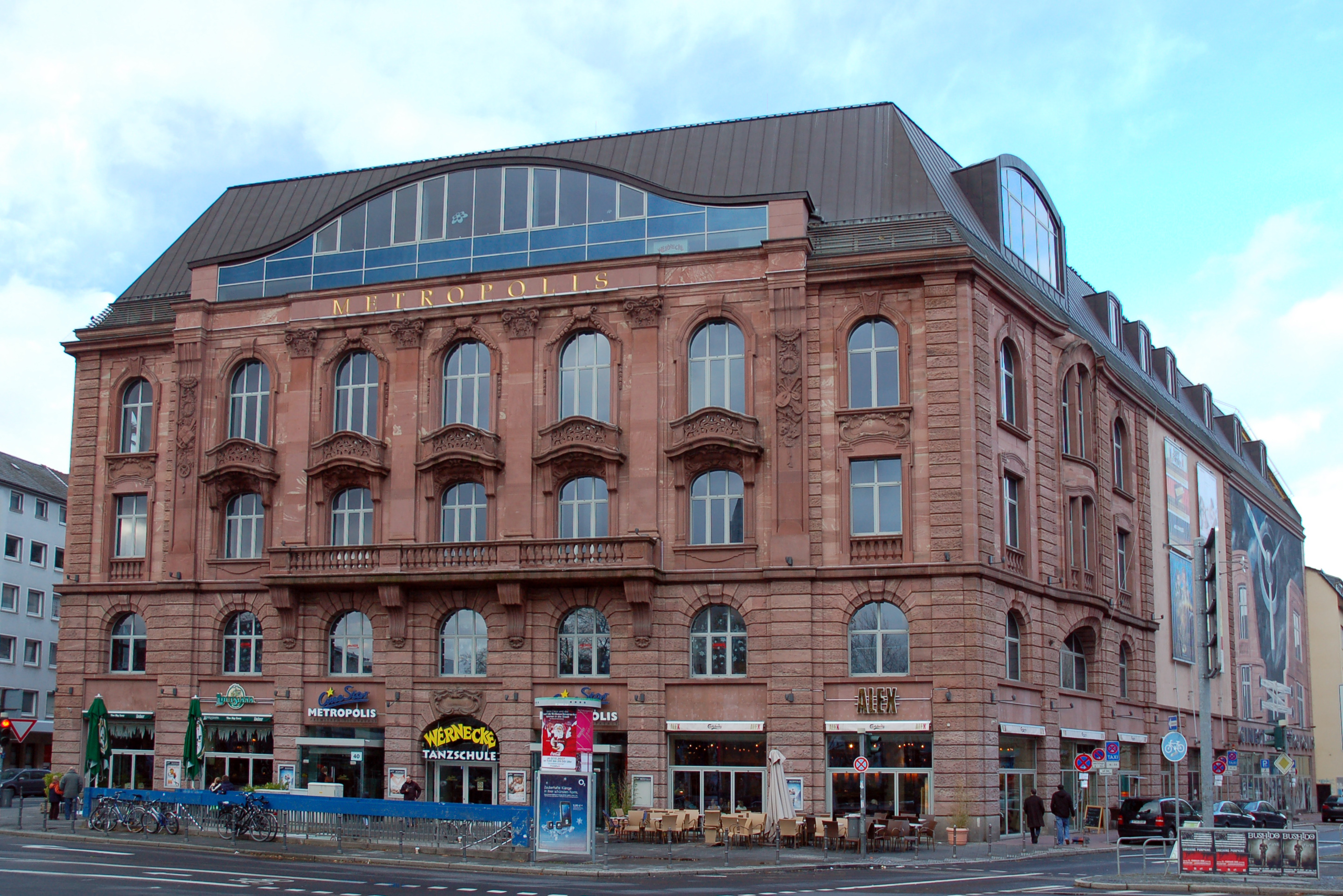
Eschenheimer Landstr. 4. Volksbildungsheim. Sede del Dr. Hoch's Konservatorium 1951-1988

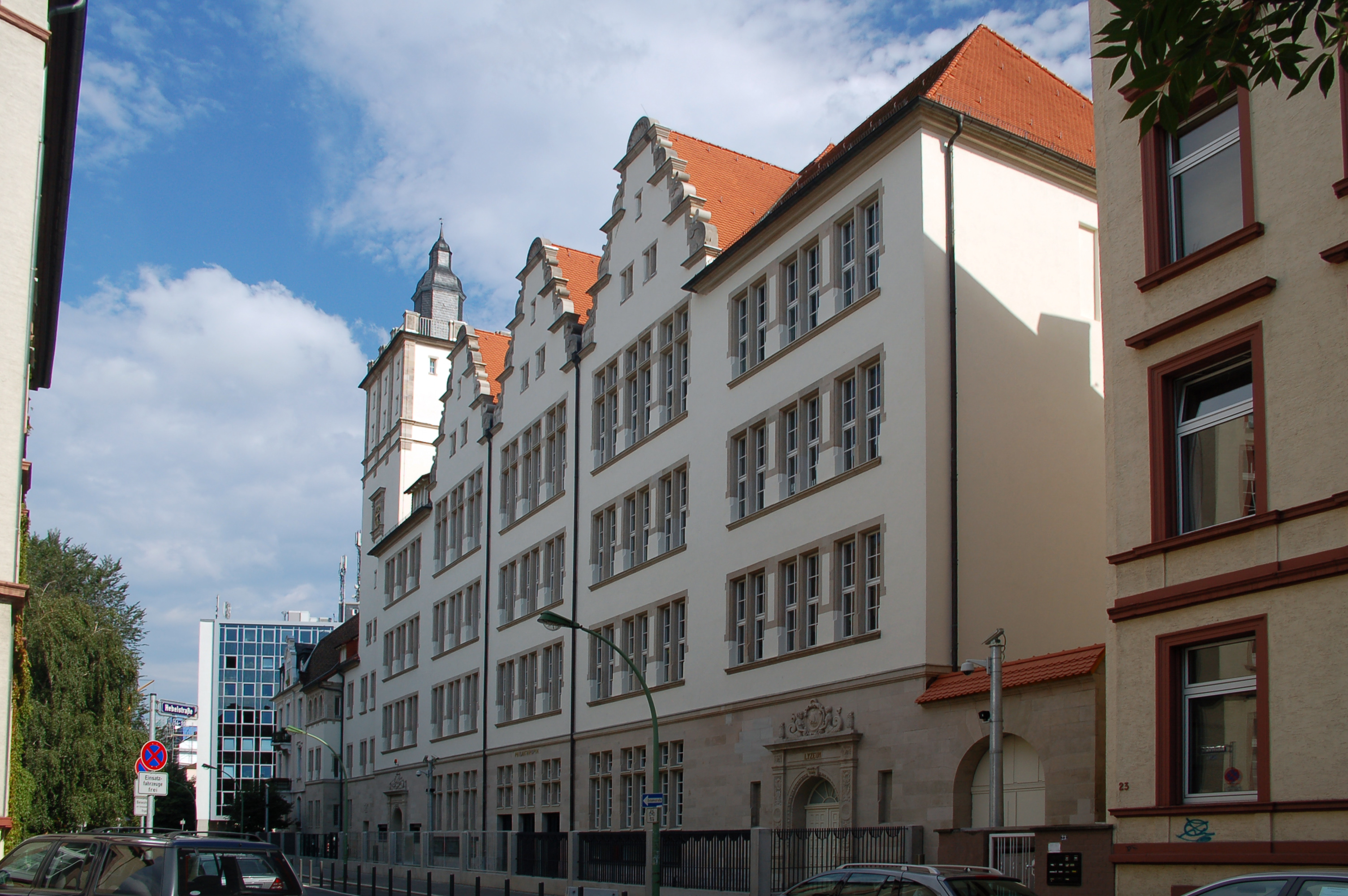
Philanthropin Frankfurt: Sede del Dr. Hoch's Konservatorium 1986-2004

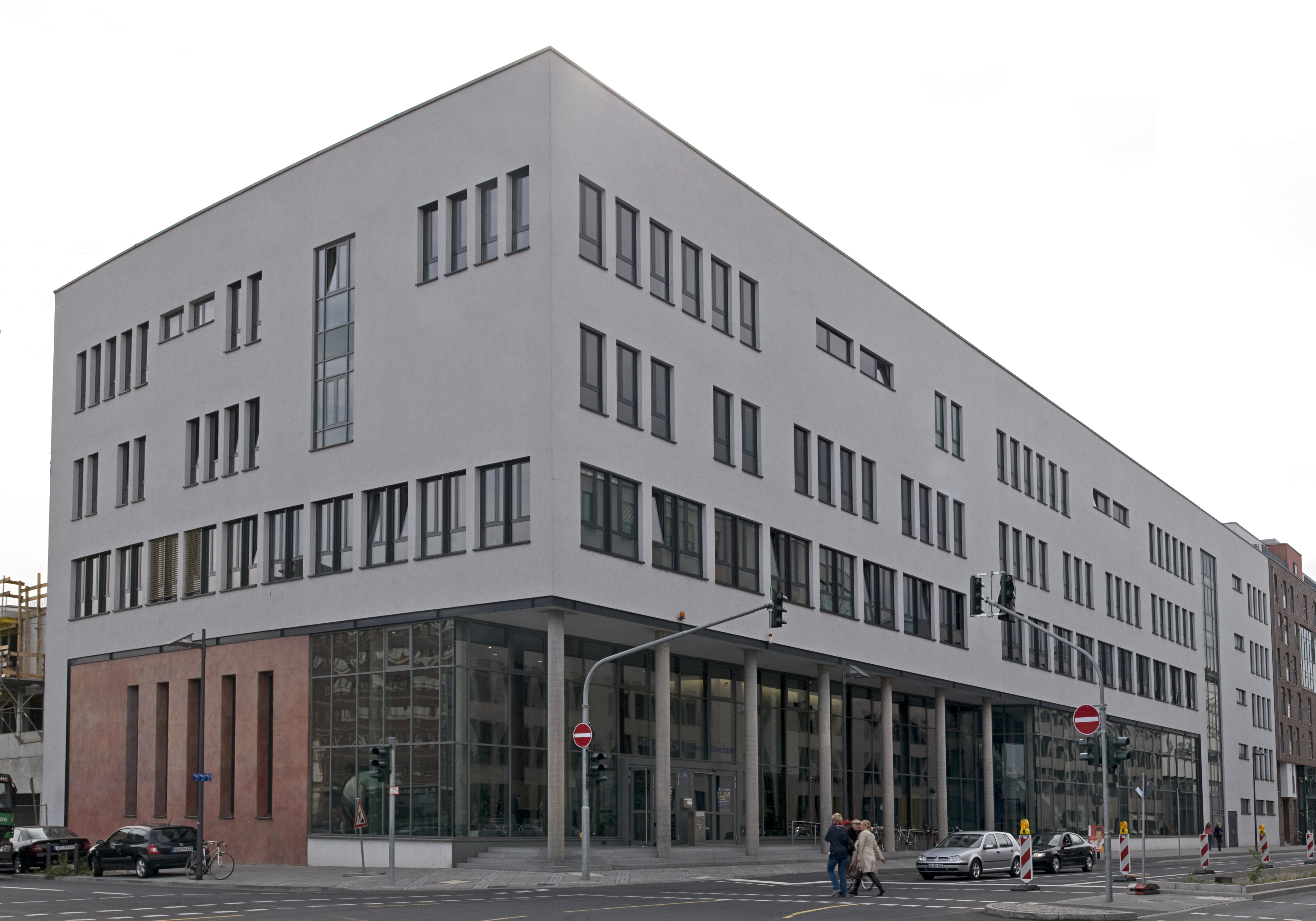
Sonnenmannstraße 16: Sede del Dr. Hoch's Konservatorium a Ostenda

- 1857: 14 luglio: il Dr. Joseph Hoch (1815–1874) rende la fondazione del Conservatorio di Hoch l'erede principale della sua fortuna.
- 1874: il Dr. Hoch muore il 19 settembre.
- 1876: la fondazione viene ufficialmente riconosciuta (16 marzo).
- 1877: 16 febbraio: riconoscimento dell'organo di governo della fondazione da parte del magistrato di Francoforte, presidente Dr. Heinrich Mumm von Schwarzenstein (fino al 1890).
Giugno: Joachim Raff eletto primo direttore del Conservatorio di Hoch.
- 1878: 22 settembre: cerimonia di apertura nel Saalhof di Francoforte.
20 ottobre: cinquantesimo anniversario di Clara Schumann come artista.
- 1879: 10 febbraio: primo concerto studentesco interno.
9 giugno: visita di Francoforte di Franz Liszt.
- 1880: divergenze tra Raff e Julius Stockhausen, che si dimette il 1º settembre.
- 1882: Joachim Raff muore il 24 giugno. Il suo successore, Bernhard Scholz, viene nominato l'11 novembre.
- 1883: 21. Gennaio: Secessione dei seguaci di Raff, che porta ad aprile all'apertura del Raff-Konservatorium.
21. marzo: Bernhard Scholz subentra come direttore.
- 1884: Julius Stockhausen si dimette per la seconda volta (1º aprile).
Settembre: apertura del seminario (direttore: Iwan Knorr).
- 1886: settembre: apertura della scuola materna: Hans Pfitzner studia al Conservatorio Hoch (con borsa di studio) fino al 1890.
- 1888: 29 aprile: inaugurazione del nuovo edificio del conservatorio.
- 1890: il dottor Theodor Mettenheimer assume la presidenza dei consiglieri. Sovvenzione statale per 2 borse di studio. Engelbert Humperdinck inizia a insegnare (1890–97).
- 1892: Clara Schumann si ritira. Il Conservatorio Hoch si occupa della formazione per le borse di studio della Mozart-Foundation.
- 1896: Clara Schumann muore il 20 maggio.
- 1901: Heinrich Hanau diventa presidente dei consiglieri (fino al 1904).
- 1904: Emil Sulzbach chiamato a fare il presidente (fino al 1923).
- 1908: Bernhard Scholz si dimette. Iwan Knorr diventa direttore. Inaugurazione dell'Orchestra School.
- 1909: Paul Hindemith riceve una borsa di studio ed è accettato come studente di Rebner.
- 1916: Iwan Knorr muore il 22 gennaio. A settembre Waldemar von Baußnern diventa direttore.
- 1918: apertura del seminario della scuola di canto.
- 1921: tensione tra consiglieri e direttore. L'inflazione costringe la fondazione a chiedere sovvenzioni alla città ed allo stato dell'Assia. Piani per una "Hochschule" per Francoforte (Leo Kestenberg).
- 1923: 27 aprile Waldemar von Bausznern si ritira. Hermann Scherchen fa domanda per il posto di direttore. Dimissioni di Emil Sulzbach.
- 1924: Bernhard Sekles nominato direttore. Inaugurazione della Scuola dell'Opera. Il Dr. Oswald Feis diventa presidente della fondazione.
- 1926: viene aperto un seminario per insegnanti di musica privati e il "Conservatorio per ascoltatori di musica".
- 1928: apertura delle prime lezioni accademiche di Jazz ovunque sotto la direzione di Mátyás Seiber. Concerti nel "Volksbildungsheim" (Hermann von Schmeidel).
- 1931: corsi di pedagogia musicale per bambini.
- 1933: licenziamento del direttore Bernhard Sekles e di tutti gli insegnanti ebrei e stranieri (10 aprile).
il Dr. Hans Rumpf diventa presidente della fondazione e direttore di Bertil Wetzelsberger.
17 ottobre: apertura della "Hochschule für Musik und Theater der Stadt Frankfurt am Main" senza il permesso del Ministero della cultura. Influenza crescente del direttore artistico Hans Meißner.
- 1936: Hermann Reutter diventa direttore.
- 1937: 19 ottobre: contratto tra la città di Francoforte e la fondazione Dr. Hoch Konservatorium concernente l'istituzione di una "Hochschule" per la musica.
- 1938: 1º aprile: apertura da parte dello stato della "Hochschule" (Università della musica ed arti performative). Il conservatorio è passato a una scuola materna.
- 1943: 4 ottobre: edificio del Conservatorio colpito da un bombardamento aereo. Passa al Palais Passavant-Gontard.
- 1944: febbraio: viene distrutto anche il Passavant-Gontard'sche Palais.
- 1947: riapertura del Dipartimento di musica sacra in aprile e del dipartimento di musica scolastica in autunno.
- 1950: Walther Davisson diventa direttore artistico della "Hochschule".
- 1951: Raccomandazione di insegnare al Conservatorio di Hoch in un edificio costruito sulle rovine di Eschenheimer Landstr. 4 (Volksbildungsheim). Il presidente della fondazione è anche consigliere comunale.
- 1954: viene insediato un consiglio di amministrazione per la "Hochschule" e il Conservatorio.
- 1958: Philipp Mohler diventa direttore della "Hochschule" unificata e del Conservatorio di Hoch.
- 1967: il magistrato di Francoforte annulla il contratto del 1937.
- 1971: i piani per unirsi al conservatorio con la Scuola di musica incontrano resistenza. Il conservatorio diventa un trampolino di lancio tra la Scuola di musica e la "Musikhochschule".
- 1973: Philipp Mohler si dimette da direttore del Conservatorio di Hoch. Klaus Volk diventa direttore del Conservatorio unificato e della Scuola di musica.
- 1977: Klaus Volk si dimette. Il prof. Hans Dieter Resch, rettore della "Musikhochschule", diventa direttore provvisorio del conservatorio, e nel 1978 Alois Kottmann.
- 1979: Frank Stähle diventa direttore. Sotto la sua direzione il conservatorio viene ristrutturato e diventa di nuovo un istituto per la formazione di musicisti professionisti.
- 1986: i cambiamenti iniziano al Philanthropin, una ex scuola ebraica nel North End di Francoforte. Il passaggio alla Philanthropin si svolge per tappe: 1986-1989.
- 1989: trasferimento a Philanthropin completato. Cerimonie di apertura il 9 febbraio. Stadträtin Jutta Ebeling sostituisce Bernhard Mihm come presidente della fondazione.
- 2002: il conservatorio Hoch ottiene lo status di Accademia Musicale.
- 2005: trasferimento al nuovo Education Center Ostend (BZO).
- 2007: Frank Stähle si ritira e Werner Wilde diventa direttore provvisorio per un anno.
- 2008: Mario Liepe viene nominato direttore.

## Direttori
- 1878–1882: Joseph Joachim Raff
- 1883–1908: Bernhard Scholz
- 1908–1916: Iwan Knorr

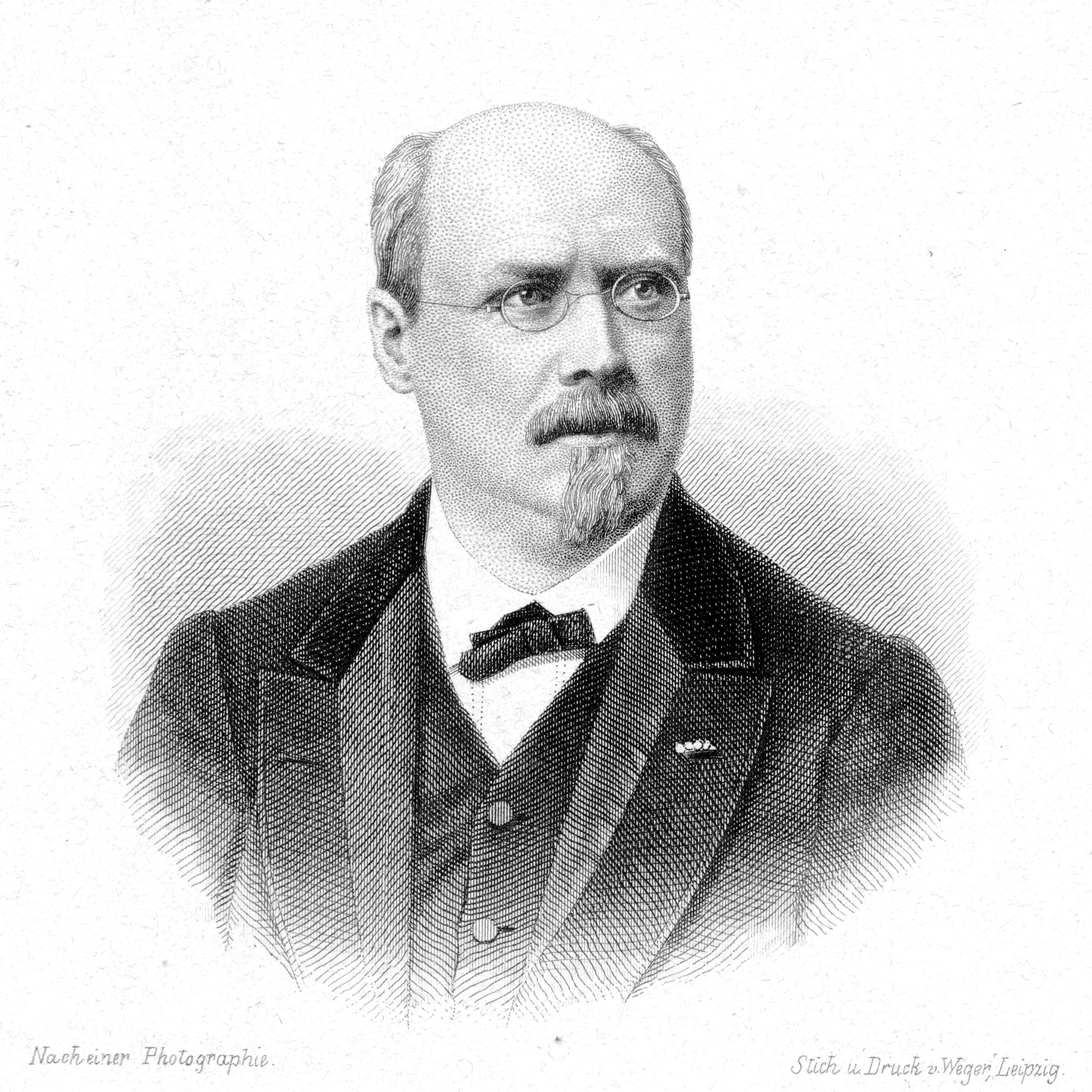
Il primo direttore: Joachim Raff nel 1878

- 1916–1923: Waldemar von Baußnern (anche: von Bausznern)
- 1924–1933: Bernhard Sekles
- 1933–1936: Bertil Wetzelsberger
- 1936–1944: Hermann Reutter
- 1950–1954: Walther Davisson
- 1954–1958: Helmut Walcha, Erich Flinsch, Gustav Lenzewski
- 1958–1973: Philipp Mohler
- 1973–1977: Klaus Volk
- 1977–1979: Hans Dieter Resch, Alois Kottmann
- 1979–2007: Frank Stähle
- 2007–2008: Werner Wilde, Direttore provvisorio
- 2008–2018: Mario Liepe
- 2018-2022: Christian Heynisch, Caroline Prassel, Karin Franke-André (direzione)
- dal 2022: Fabian Rieser, Caroline Prassel, Karin Franke-André (direzione)

## Insegnanti

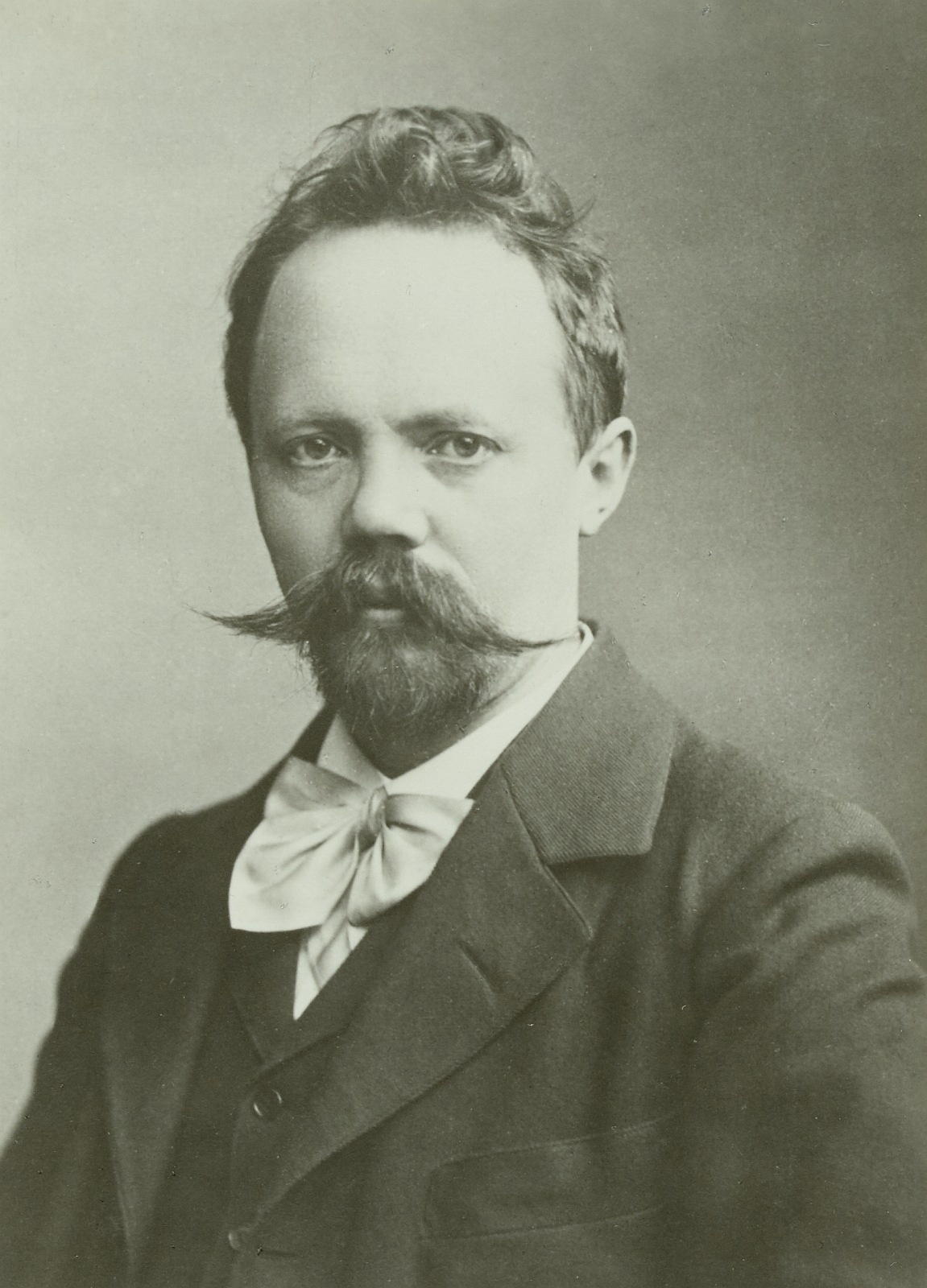
Engelbert Humperdinck compose Hänsel und Gretel ca. nel 1891 a Francoforte

- 1878–1880 and 1883-84: Julius Stockhausen
- 1878–1883: Anton Urspruch
- 1878–1882: Joachim Raff
- 1878–1892: Clara Schumann
- 1878–1880: Carl Heymann
- 1878–1904: Hugo Heermann
- 1878–1910: Bernhard Cossmann
- 1882–1907: Lazzaro Uzielli
- 1883–1908: Iwan Knorr
- 1883–1902: James Kwast
- 1884–1923: Ernst Engesser
- 1890–1897: Engelbert Humperdinck
- 1893–1904: Carl Friedberg (anche: Karl)
- 1894–1906: Hugo Becker
- 1895–1897: Marie Hanfstängl
- 1896–1933: Bernhard Sekles
- 1899–1912: Johannes Hegar
- 1904–1908: Hermann Zilcher
- 1904–1907 and 1908–1933: Adolf Rebner
- 1905–1906: Johannes Messchaert (anche: Johan)
- 1906–1933: Alfred Auerbach
- 1908–1916 and 1929–1942: Alfred Hoehn
- 1912–1917: Margarete Dessoff
- 1926–1928: Hermine Bosetti
- 1926–1932: Ludwig Rottenberg
- 1928–1933: Mátyás Seiber (Direttore del primo dipartimento accademico di Jazz)
- 1930–1933: Herbert Graf (Opera School)
- 1933–1938: Helmut Walcha
- 1933–1942: Kurt Hessenberg
- 1933–1945: Gerhard Frommel
- 1936–1940: Anton Biersack
- 1954–1974: Peter Cahn
- 1958–19??: Alois Kottmann
- 1976– : Albert Mangelsdorff
- 1985–1996: Richard Rudolf Klein
- 1981–2000: Gerhard Schedl

## Studenti di successo
- 1879–1882: Edward MacDowell
- 1886–1890: Hans Pfitzner

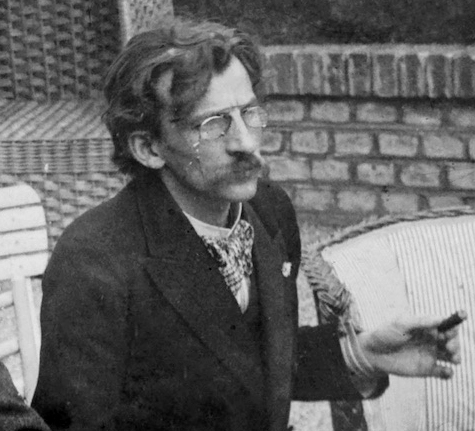
Hans Pfitzner studiò composizione e piano al Dr. Hoch's Konservatorium

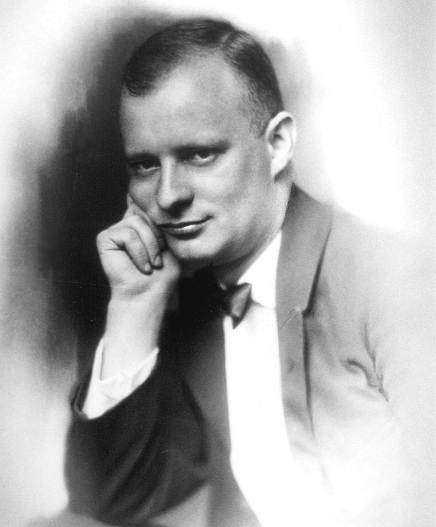
Paul Hindemith a 28 anni (1923). Hindemith studiò violino e composizione al Conservatorio

- 1891–1893 e 1896-1899: Cyril Scott (Gruppo di Francoforte)
- 1893–1895: Margarete Dessoff
- 1893–1897: Norman O'Neill (Gruppo di Francoforte)
- 1894–1896: Henry Balfour Gardiner (Gruppo di Francoforte)
- 1894–1901: Walter Braunfels
- 1895–1900: Percy Grainger (Gruppo di Francoforte)
- 1895–1903: Johanna Senfter
- 1895–1898: Hans Jelmoli
- 1897–1901: Roger Quilter (Gruppo di Francoforte)
- 1898–1903: Boris Hambourg
- 1900–1901: Ernest Bloch
- 1901–1902: Otto Klemperer
- 1903–1909: Reinhard Oppel
- 1904–1907: Hans Gebhard-Elsaß
- 1904–1908: Frederick Septimus Kelly
- 1908–1910: Richard Tauber
- 1909–1917: Paul Hindemith
- 1909–1913: Ernst Toch
- 1913–1916 e 1918–1920: Ottmar Gerster
- ca. 1915 : Hans Rosbaud
- 1917–1931: Kurt Hessenberg
- 1924–1927: Alexander Schneider
- Franz Magnus Böhme
- Leonard Borwick
- Catherine Carswell
- Moritz Eggert
- Agnes Fink
- Ernst Fischer
- Clemens von Franckenstein
- Oskar Fried
- Konrad Georg
- Tiana Lemnitz
- Heinz Moog
- Max Rudolf
- Hermann Hans Wetzler